# Helotium pulchellum
Helotium pulchellum är en svampart som först beskrevs av Pier Andrea Saccardo, och fick sitt nu gällande namn av Jean Louis Emile Boudier 1907. Helotium pulchellum ingår i släktet Helotium och familjen Helotiaceae.   Inga underarter finns listade i Catalogue of Life.